# Colin Goldner
Pour les articles homonymes, voir Goldner.
Colin Goldner (né en 1953) est un psychologue clinicien et écrivain allemand. Il est directeur du Forum de psychologie critique à Munich.

## Biographie
Il étudie de manière critique depuis de nombreuses années les méthodes thérapeutiques alternatives et s'est penché sur les différentes approches et les différents procédés de la chromathérapie.
En tant que psychologue, Goldner s'intéresse aux conséquences de l'utilisation des techniques psychologiques sur les personnes cherchant conseil et assistance. Depuis 1995, il dirige le Forum Kritische Psychologie e.V., un centre d'information et de conseil d'utilité publique pour les victimes de thérapies et de psychocultures, près de Munich. 
Depuis 1988, il écrit pour Psychologie heute et pour le magazine Materialien und Informationen zur Zeit, depuis 2006 également pour le Humanistischer Pressedienst ainsi qu'irrégulièrement depuis la fin des années 1980 pour Taz, Junge Welt et d'autres. 
De 1995 à fin 1996, il a été rédacteur et jusqu'en 2005 auteur du magazine scientifique Skeptiker. 

## Œuvre
Il est l'auteur du livre Dalai Lama: Fall eines Gottkönigs.
Dans un article intitulé Mythos Tibet, publié en 1999 dans la revue allemande diesseits et traduit en anglais sous le titre The Myth of Tibet. How a dictatorial regime of monks is romantically transfigured, Colin Goldner écrit que l’on ne saurait se fier, par principe, aux affirmations des partisans des exilés tibétains. Quand elles ne sont pas entièrement fabriquées, ces affirmations sont en général exagérées ou renvoient à des événements qui ne sont plus d’actualité. L’allégation du gouvernement tibétain en exil selon laquelle « la vie quotidienne des Tibétains dans leur propre pays » est marquée par « la torture, la terreur intellectuelle, la discrimination et un mépris total de la dignité humaine », est de la propagande pure et simple visant à susciter la compassion et les dons d’argent. De même, les accusations d’avortements forcés et de stérilisations massives de femmes tibétaines, de la submersion du territoire par les colons chinois, de la destruction systématique du patrimoine culturel tibétain, ne cadrent pas avec la réalité observable.

## Critiques
Dans le compte rendu qu'il fait de Dalai Lama. Fall eines Gottkönigs pour le Frankfurter Allgemeine Zeitung, Klaus Natorp critique le « ton cru » et « unilatéralement polémique » […] la représentation mise en avant par Goldner « polémique non seulement irrespectueuse, mais offensante ».